# Estadios 5 estrellas de la UEFA
Estadios 5 estrellas de la UEFA eran los estadios de fútbol de la máxima categoría bajo la regulación de infraestructuras de los estadios de la UEFA hasta el año 2006, cuando la máxima categoría pasó a denominarse categoría Elite. Posteriormente, en 2010, la máxima categoría volvió a cambiar de nombre al actual: Categoría 4.
Además de ir cambiando de nombre, las especificaciones de estas categorías también han ido cambiando, especialmente las referidas a la capacidad de los estadios.
Los Estadios 5 estrellas de la UEFA debían cumplir los siguientes requisitos:
- Debe tener una capacidad de, al menos, 70.000 personas y todo el público debe estar sentado.
- Las dimensiones del terreno de juego deben ser de 105 por 68 metros.
- El terreno de juego debe ser de césped natural o de césped artificial autorizado por la UEFA.
- Los banquillos deben tener al menos 13 asientos.
- Los vestuarios deben tener una capacidad de al menos 25 personas.
- Debe tener tres habitaciones separadas: 'Sala de delegados', 'sala de controles antidopaje' y 'sala de primeros auxilios'.
- El estadio debe tener canal cerrado de televisión interno y externo, controlado desde una 'habitación de control de seguridad'
- Debe tener capacidad para al menos 1500 VIPs y 200 periodistas.
- Los focos deben tener una iluminancia de al menos 1400 lux.
- Debe tener al menos tres estudios de televisión.